# Omer Braeckeveldt
Omer Braeckeveldt, né le 10 octobre 1917 à Tielt et mort le 6 août 1987 à Bruges, est un coureur cycliste belge, professionnel de 1949 à 1955. Son principal fait d'arme est sa victoire lors de la 1re étape du Tour d'Espagne 1950, qui lui permit de porter le maillot blanc de leader pendant les quatre premières étapes.

## Palmarès
- 1949
  - 3e du Circuit du Mont-Blanc
  - 3e du Prix national de clôture
- 1950
  - 1re étape du Tour d'Espagne
  - 2e du Prix national de clôture
  - 3e du Circuit du Houtland-Torhout
  - 3e du Grote Prijs Dr. Eugeen Roggeman
- 1951
  - 3e du Tour de Belgique
- 1953
  - Stadsprijs Geraardsbergen
  - 2e du Circuit Mandel-Lys-Escaut
  - 3e de Roubaix-Huy
- 1954
  - Grand Prix Raf Jonckheere
  - Gullegem Koerse
  - 2e de la Ruddervoorde Koerse
  - 3e de Escaut-Dendre-Lys

## Résultats sur le Tour d'Espagne
1 participation
- 1950 : abandon, vainqueur de la 1re étape,  maillot de leader pendant 3 jours